# Eupnoi
Eupnoi — підряд павукоподібних ряду Косарики (Opiliones). Складається з двох надродин: Phalangioidea з численними довгоногими видами, спільними для північних регіонів з помірним кліматом, і невеликої групи Caddoidea, що мають опуклі очі і колючі педипальпи.

## Класифікація
До підряду відносять 1700 видів з понад 200 родів, які об'єднані у 5 родин та 2 надродини:
- надродина Caddoidea
  - Caddidae (6 родів, 21 вид)

- надродина Phalangioidea
  - Monoscutidae (5 родів, 32 види)
  - Neopilionidae (8 родів, 15 види)
  - Sclerosomatidae (148 родів, 1273 види)
  - Phalangiidae (49 родів, 381 вид)